# Суров Аркадій Геннадійович
Суров Аркадій Геннадійович — український письменник. Член НСПУ.

## Біографія
Народився 16 квітня 1964 року в місті Перм, на Уралі. У 1970 році сім'я переїхала до Миколаєва, на батьківщину матері. З тих пір А. Суров живе на півдні України. 1981 році вступив до Миколаївського кораблебудівного інституту імені адмірала С. О. Макарова, але навчання не завершив. 1985—1987 рр. — служба у хімічних військах у місті Борисові. 2002 році отримав вищу освіту в Миколаївському державному університеті імені В. О. Сухомлинського за спеціальністю викладача російської мови та зарубіжної літератури.

## Творчість
Вірші почав писати в дитинстві, а в 1996 році в Миколаєві вийшла перша книга «Производитель впечатлений» (1996). Згодом вийшли книги поета — «Ближнее плавание» (1998, м. Миколаїв), «Голоса над морем» (2000, м. Миколаїв), «Стихи» (2003,м. Миколаїв), «Книга на четверых» — збірка в складі чотирьох авторів (2005,м. Санкт Петербург), «Внутреннее пространство»(2008, м. Миколаїв), «Колесо Футарка» (2011, м. Миколаїв), «Николаев. Николаев. Николаев» (2018, м. Миколаїв).
У 2000 році Аркадій Суров став призером Міжнародного Конкурсу «Невідомі поети Росії», проведеного ПЕН КЛУБОМ, під егідою ЮНЕСКО. У 2007 році був прийнятий до Спілки письменників Росії.
У 2016 році став членом Національної спілки письменників України.
Аркадій Геннадійович багато публікується в періодичній пресі, Інтернеті, альманахах і збірниках в Україні та за кордоном, виступає в школах, бібліотеках, вищих навчальних закладах, веде активне творче життя (рос.).